# Unghi înscris

Unghiul înscris θ este jumătate din unghiul la centru 2θ care subîntinde același arc pe cerc. Unghiul „θ” nu se schimbă pe măsură ce vârful său este deplasat pe cerc.

În geometrie, un unghi înscris este unghiul format în interiorul unui cerc între două coarde care se intersectează pe cerc. De asemenea, poate fi definit ca unghiul subîntins într-un punct al cercului de două puncte date pe cerc.
Teorema unghiului înscris corelează măsura unui unghi înscris cu cea al unghiului la centru care subîntind același arc. Această teoremă apare ca propoziția 20 în Elementele lui Euclid.

## Teorema

Pentru punctele (fixe) A și B, mulțimea punctelor M din plan pentru care unghiul AMB este egal cu α este un arc de cerc. Măsura lui ∠AOB, unde O este centrul cercului, este 2α.

### Enunț
Teorema unghiului înscris afirmă că un unghi θ înscris într-un cerc este jumătate din unghiul la centru 2θ care subîntinde același arc de pe cerc. Prin urmare, unghiul nu se modifică dacă vârful său este mutat în diferite poziții pe cerc.

### Demonstrație

#### Unghiuri înscrise la care o latură este un diametru

Cazul: O latură este un diametru

Fie O centrul cercului, ca în imaginea din dreapta. Se aleg două puncte pe cerc, V și A. Se trasează dreapta VO și se extinde dincolo de O astfel încât să intersecteze cercul în punctul B care este diametral opus punctului V. Se desenează un unghi al cărui vârf este punctul V și ale cărui laturi trec prin punctele A și B.
Se trasează dreapta OA. Unghiul AOB este un unghi la centru, θ. Laturile OV și OA sunt ambele raze ale cercului, deci au lungimi egale. Prin urmare, triunghiul VOA este un triunghi isoscel, deci unghiul AVB (unghiul înscris) și unghiul VAO sunt egale; fiecare dintre ele fiind notate cu ψ.
Unghiurile AOB și AOV au împreună 180° deoarece VB, care trece prin O, este o dreaptă. Prin urmare, unghiul AOV măsoară 180° − θ.
Se știe că suma unghiurilor unui triunghi este de 180°, iar cele trei unghiuri ale triunghiului VOA sunt:
180° − θ
ψ
ψ.
Ca urmare,
{\displaystyle 2\psi +180^{\circ }-\theta =180^{\circ }.}
Scăzând 180° din ambii membri ai relației se obține
{\displaystyle 2\psi =\theta ,}
unde θ este unghiul la centru care subîntinde arcul AB iar ψ este unghiul înscris care subîntinde același arc.

#### Unghiuri înscrise la care centrul cercului este în interiorul lor

Cazul: Centrul cercului este în interiorul unghiului

Fiind dat un cerc al cărui centru este punctul O, se aleg trei puncte V, C și D pe cerc. Se trasează dreptele VC și VD: unghiul DVC este un unghi înscris. Se trasează dreapta VO și se extinde dincolo de punctul O astfel încât să intersecteze cercul în punctul E. Unghiul DVC subîntinde arcul DC de pe cerc.
Se presupune că acest arc include punctul E în el. Punctul E este diametral opus punctului V. Unghiurile DVE și EVC sunt, de asemenea, unghiuri înscrise, dar ambele unghiuri au câte o latură care trece prin centrul cercului, prin urmare le poate fi aplicată teorema din prima parte de mai sus.
Prin urmare:
{\displaystyle \angle DVC=\angle DVE+\angle EVC.}
Fie
{\displaystyle \psi _{0}=\angle DVC,}
{\displaystyle \psi _{1}=\angle DVE,}
{\displaystyle \psi _{2}=\angle EVC,}
astfel încât
{\displaystyle \psi _{0}=\psi _{1}+\psi _{2}.\qquad \qquad (1)}
Se trasează dreptele OC și OD. Unghiul DOC este un unghi la centru, la fel cu unghiurile DOE și EOC, și
{\displaystyle \angle DOC=\angle DOE+\angle EOC.}
Fie
{\displaystyle \theta _{0}=\angle DOC,}
{\displaystyle \theta _{1}=\angle DOE,}
{\displaystyle \theta _{2}=\angle EOC,}
astfel încât
{\displaystyle \theta _{0}=\theta _{1}+\theta _{2}.\qquad \qquad (2)}
Din demonstrația din prima parte de mai sus se știe că {\displaystyle \theta _{1}=2\psi _{1}} și că {\displaystyle \theta _{2}=2\psi _{2}}. Combinând acestea două cu relația anterioară rezultă
{\displaystyle \theta _{0}=2\psi _{1}+2\psi _{2}=2(\psi _{1}+\psi _{2})}
adică
{\displaystyle \theta _{0}=2\psi _{0}.}

#### Unghiuri înscrise la care centrul cercului este în exteriorul lor

Cazul: Centrul cercului este în exteriorul unghiului

Cazul anterior poate fi extins pentru a acoperi cazul în care măsura unghiului înscris este diferența dintre două unghiuri înscrise.
Fiind dat un cerc al cărui centru este punctul O, se aleg trei puncte V, C și D pe cerc. Se trasează dreptele VC și VD: unghiul DVC este un unghi înscris. Se trasează dreapta VO și se extinde dincolo de punctul O astfel încât să intersecteze cercul în punctul E. Unghiul DVC subîntinde arcul DC de pe cerc.
Se presupune că acest arc nu include punctul E în el. Punctul E este diametral opus punctului V. Unghiurile DVE și EVC sunt, de asemenea, unghiuri înscrise, dar ambele unghiuri au câte o latură care trece prin centrul cercului, prin urmare le poate fi aplicată teorema din prima parte de mai sus.
Prin urmare:
{\displaystyle \angle DVC=\angle EVC-\angle EVD}.
Fie
{\displaystyle \psi _{0}=\angle DVC,}
{\displaystyle \psi _{1}=\angle EVD,}
{\displaystyle \psi _{2}=\angle EVC,}
astfel încât
{\displaystyle \psi _{0}=\psi _{2}-\psi _{1}.\qquad \qquad (3)}
Se trasează dreptele OC și OD. Unghiul DOC este un unghi la centru, la fel cu unghiurile DOE și EOC, și
{\displaystyle \angle DOC=\angle EOC-\angle EOD.}
Fie
{\displaystyle \theta _{0}=\angle DOC,}
{\displaystyle \theta _{1}=\angle EOD,}
{\displaystyle \theta _{2}=\angle EOC,}
astfel încât
{\displaystyle \theta _{0}=\theta _{2}-\theta _{1}.\qquad \qquad (4)}
Din demonstrația din prima parte de mai sus se știe că {\displaystyle \theta _{1}=2\psi _{1}} și că {\displaystyle \theta _{2}=2\psi _{2}}. Combinând acestea două cu relația anterioară rezultă
{\displaystyle \theta _{0}=2\psi _{2}-2\psi _{1}}
adică
{\displaystyle \theta _{0}=2\psi _{0}.}

### Corolar
Argumentând similar, unghiul dintre o coardă și tangenta într-unul dintre punctele sale de intersecție este egal cu jumătate din unghiul la centru subîntins de coardă. 

## Aplicații
Teorema unghiului înscris este utilizată în multe demonstrații elementare din geometria euclidiană plană. Un caz special al teoremei este teorema lui Thales, care afirmă că unghiul subîntins de un diametru este întotdeauna 90°, adică un unghi drept. Ca o consecință a teoremei, unghiurile opuse ale patrulaterelor inscriptibile însumează 180°. Invers, orice patrulater pentru care acest lucru este adevărat poate fi înscris într-un cerc. Ca un alt exemplu, teorema unghiului înscris este baza pentru mai multe teoreme legate de puterea punctului față de cerc⁠(d). Mai mult, permite să se demonstreze că atunci când două coarde se intersectează într-un cerc, produsele lungimilor părților lor sunt egale.

## Teoreme cu privire la unghiuri înscrise în elipse, parabole și hiperbole
Teoreme cu privire la unghiurile înscrise există și pentru unghiurile înscrise în elipse, parabole și hiperbole. Diferența esențială este măsurarea unghiurilor, considerate ca fiind la intersecția unei perechi de drepte care se intersectează pe curbă.